# Mike Estep
Mike Estep (* 19. Juli 1949 in Dallas) ist ein ehemaliger US-amerikanischer Tennisspieler.

## Karriere
Während seiner Karriere gewann Estep zwei Einzel- und sieben Doppeltitel. In der Weltrangliste erreichte er die höchste Platzierung mit Position 59 im August 1973.
Von 1983 bis 1986 trainierte er Martina Navrátilová. Später arbeitete er mit Carling Bassett, Hana Mandlíková und Arantxa Sánchez Vicario zusammen.
Estep war von 1982 bis 1989 Mitglied im Members Board der ATP und zeitgleich Chairman des ATP Ranking Committee. Für die USTA erarbeitete er 1999 ein Ranglistenmodell für Junioren und unterstützte das Junior Development Council des texanischen Tennisverbandes von 1993 bis 1995.
Estep lebt in Hurst, Texas.

## Erfolge

### Einzel

#### Turniersiege
| Nr. | Datum | Turnier | Kategorie | Belag     | Finalgegner | Ergebnis                |
| --- | ----- | ------- | --------- | --------- | ----------- | ----------------------- |
| 1.  | 1973  | Merion  | ATP       | Rasen     | Gene Scott  | 7:5, 3:6, 7:6, 3:6, 7:5 |
| 2.  | 1976  | Khartum | ATP       | Hartplatz | Thomaz Koch | 6:4, 6:7, 6:4, 6:3      |

#### Finalteilnahmen
| Nr. | Datum | Turnier | Kategorie | Belag     | Sieger          | Ergebnis      |
| --- | ----- | ------- | --------- | --------- | --------------- | ------------- |
| 1.  | 1982  | Tampa   | ATP       | Hartplatz | Brian Gottfried | 7:6, 2:6, 4:6 |
| 2.  | 1982  | Newport | ATP       | Rasen     | Hank Pfister    | 1:6, 5:7      |

## Abschneiden bei Grand-Slam-Turnieren

### Einzel
| Turnier         | 1966 | 1967 | 1968 | 1969 | 1970 | 1971 | 1972 | 1973 | 1974 | 1975 | 1976 | 1977 | 1978 | 1979 | 1980 | 1981 | 1982 | 1983 | 1984 | Karriere |
| --------------- | ---- | ---- | ---- | ---- | ---- | ---- | ---- | ---- | ---- | ---- | ---- | ---- | ---- | ---- | ---- | ---- | ---- | ---- | ---- | -------- |
| Australian Open | —    | —    | —    | —    | —    | —    | —    | —    | —    | —    | —    | —    | —    | —    | 2    | —    | 3    | —    | —    | 3        |
| French Open     | —    | —    | —    | 1    | —    | —    | —    | 2    | 1    | 2    | —    | —    | —    | —    | —    | —    | —    | —    | —    | 2        |
| Wimbledon       | —    | —    | —    | —    | —    | —    | 3    | —    | 1    | AF   | 1    | 2    | —    | —    | —    | 1    | 1    | —    | —    | AF       |
| US Open         | 1    | 1    | —    | 1    | —    | 1    | 2    | 1    | 1    | 2    | 1    | —    | —    | —    | —    | —    | 1    | —    | —    | 2        |

### Doppel
| Turnier         | 1966 | 1967 | 1968 | 1969 | 1970 | 1971 | 1972 | 1973 | 1974 | 1975 | 1976 | 1977 | 1978 | 1979 | 1980 | 1981 | 1982 | 1983 | 1984 | Karriere |
| --------------- | ---- | ---- | ---- | ---- | ---- | ---- | ---- | ---- | ---- | ---- | ---- | ---- | ---- | ---- | ---- | ---- | ---- | ---- | ---- | -------- |
| Australian Open | —    | —    | —    | —    | —    | —    | —    | —    | —    | —    | —    | —    | —    | —    | VF   | 1    | 1    | 1    | —    | VF       |
| French Open     | —    | —    | —    | 2    | —    | —    | —    | —    | —    | —    | —    | —    | —    | —    | —    | —    | —    | —    | —    | 2        |
| Wimbledon       | —    | —    | —    | —    | —    | —    | 2    | —    | 1    | 2    | VF   | AF   | —    | —    | —    | 1    | 2    | 1    | —    | VF       |
| US Open         | —    | —    | —    | —    | —    | AF   | AF   | 1    | AF   | 1    | AF   | —    | —    | —    | —    | 2    | 1    | 1    | —    | AF       |

### Mixed
| Turnier         | 1966 | 1967 | 1968 | 1969 | 1970 | 1971 | 1972 | 1973 | 1974 | 1975 | 1976 | 1977 | 1978 | 1979 | 1980 | 1981 | 1982 | 1983 | 1984 | Karriere |
| --------------- | ---- | ---- | ---- | ---- | ---- | ---- | ---- | ---- | ---- | ---- | ---- | ---- | ---- | ---- | ---- | ---- | ---- | ---- | ---- | -------- |
| Australian Open | —    | —    | —    | —    | —    | —    | —    | —    | —    | —    | —    | —    | —    | —    | —    | —    | —    | —    | —    | —        |
| French Open     | —    | —    | —    | 1    | —    | —    | —    | VF   | —    | —    | —    | —    | —    | —    | —    | —    | —    | HF   | —    | HF       |
| Wimbledon       | —    | —    | —    | —    | —    | —    | AF   | —    | 2    | —    | —    | —    | —    | —    | —    | —    | —    | 1    | VF   | VF       |
| US Open         | —    | —    | —    | —    | —    | —    | —    | —    | AF   | —    | 1    | —    | —    | —    | —    | AF   | —    | —    | 2    | AF       |